# Песма Евровизије 2026.
Песма Евровизије 2026. биће 70. избор за Песму Евровизије, који ће бити одржан у Бечу, у Аустрији после победе те земље на Евровизији 2025. године у Базелу у Швајцарској са песмом Wasted Love. У организацији Европске радиодифузне уније и аустријског државног емитера ОРФ-а, ово ће бити трећи пут да се такмичење одржи у тој земљи, после 1967. и 2015. године.

## Локација

### Фаза натицања
Пошто је Аустрија радио телевизија (ОРФ) прихватила домаћинство по победи на такмичењу 2025, више градова у Аустрији је изразило заинтересованост за домаћинство такмичења 2026. Дана 18. маја 2025, градоначелник Михаел Лудвиг је потврдио намеру града да преда понуду за домаћинство. Генерални директор ORF-а Роланд Веисман је изјавио да су најважнији критеријуми у процесу одабира подобност арене или хале, као и близина аеродрому, док је главна уредница програма Стефани Грос-Хоровиц истакла мањак новоизграђених арена у скоријим годинама и подстакла општине са одрживим плановима да уђу у натицање. Касније истог дана, Грац је изјавио да испитује потенцијалну понуду, градонаћелница Елке Кар је истакла Грацку градску кућу као могуће место одржавања, док је Оберварт такође исказао заинтересованост.
Дана 18. маја, Инсбрук и Велс су потврдили да ће понудити домаћинство у Олимпијска дворана Инзбрук и новој изложбеној сали, тим редом. Шварцл рекреативни центар, такође у Грацу, је предложен као могуће место одржавана од стране менаџера центра, Клауса Леутгеба. Клагенфурт на Врпском језеру је одбио да преда понуду, док је Аустријска савезна држава Корушка где се Клагенфурт налази, указала на претходне процене пред такмичење 2015, у којима је оцењено да би Стадион Вертерзе морао да прође кроз „скупе адаптације” како би задовољио критеријуме за домаћинство; као исход овога, одлучено је да би одржавање такмичења у региону било немогуће. Дана 19. маја, градоначелник Санкт Пелтена Матијас Штадлер је предложио Догађајни центар у Санкт Пелтену за одржавање догађаја. Дана 26. маја, Ебрајхсдорф је презентовао понуду у којој би била изграђена привремена арена.
Салцбург је одлучио да неће предати понуду; градоначелник Бернард Ауингер је изјавио да је разлог буџет и недоступност Салзбуршке арене. Ипак, савезна држава Салцбург је изразила оптимизам; говорник за заменика гувернера Стефана Шнела, који је такође задужен за туристичка питања у Салзбургу је изразио да са „прагматичном креативношћу”  да би могао да се одржи на другој локацији, што се протумачило као да савезна држава, за разлику од општине, није искључила понуду.
ОРФ је започео процес одабира 2. јуна 2025, отворивши конкурс у ком би градови и општине могли да покажу заинтересованост за домаћинство. Ти кандидати би потом добили детаљне документације за тендер и имали до 4. јула да предају понуде. Емитер је такође одабрао провизионе датуме за такмичење; 12, 14 и 16. мај 2025. или 19, 21. и 23. мај 2025. Ебрајхсдорф се повукао из процеса 15. јуна, а Оберварт 21. јуна. Дана 20. јуна, гувернер Штајерске Марио Конасек је изјавио да Грац не треба да преда понуду, после пуцњаве у школи у Грацу. Дана 27. јуна, Грац је објавио да неће предати понуду. Велс се повукао 1. јула.
Град домаћин ће бити одабран до 8. августа 2025, а објављен истог месеца.
 †  Град домаћин
 ^  Предали понуде
| Град         | Место                            | Напомене | Реф.                 |
| ------------ | -------------------------------- | --- | -------------------- |
| Беч ^        | Бечка градска дворана            | Домаћин Песме Евровизије 2015. | [ 28 ] [ 29 ] [ 30 ] |
| Грац         | Шварцл рекреативни центар        | Град је одлучио да не преда званичну понуду. | [ 23 ] [ 31 ]        |
| Грац         | Грацка градска дворана           | Подржала председница Социјалдемократске партије Аустрије (SPÖ). Градоначелница Елке Кар је указала да ће коначна одлука зависити од политичке и финансијске подршке. | [ 32 ] [ 33 ]        |
| Ебрајхсдорф  | Привремена арена                 | Била би изграђена привремена арена за 20.000 људи, као и додатни капацитет за 30.000 људи за јавни пренос такмичења. Град је одлучио да не преда званичну понуду. | [ 12 ] [ 19 ]        |
| Инзбрук ^    | Олимпијска дворана Инзбрук       | Домаћин клизања и хокеја на делу за Зимске олимпијске игре 1964. и 1976. | [ 34 ]               |
| Линц и Велс  | Сајам у Велсу                    | Заједничка понуда. Нова егзибициона хала која ће заменити тренутни сајам, а чија конструкција би требало да буде готова до марта 2026, је понуђена хала. Линц би допринео додатним културним објектима и хотелима. Градови су одлучили да не предају званичну понуду. | [ 35 ]               |
| Оберварт     | Сајам у Оберварту                | Град је одлучио да не преда званичну понуду. | [ 6 ] [ 20 ]         |
| Санкт Пелтен | Догађајни центар у Санкт Пелтену | Н/Д | [ 11 ]               |

## Прелиминарни списак учесника
Да би одређена држава могла да стекне право учешћа на избору за Песму Евровизије, она мора да буде активна чланица Европске радиодифузне уније (ЕБУ).‍ ЕБУ је послао позив за учешће на Песми Евровизије 2025. године свим активним члановима, којих пред такмичење 2026. има у 56 држава.
| Држава               | Емитер   | Извођач(и)            | Песма                 | Језик                 | Аутор(и)              | Реф.                 |
| -------------------- | -------- | --------------------- | --------------------- | --------------------- | --------------------- | -------------------- |
| Азербејџан           | ИТВ      |                       |                       |                       |                       | [ 38 ]               |
| Албанија             | РТШ      | TBD децембар 2025.    | TBD децембар 2025.    | TBD децембар 2025.    | TBD децембар 2025.    | [ 39 ]               |
| Аустрија             | ОРФ      |                       |                       |                       |                       | [ 40 ]               |
| Грчка                | ЕРТ      |                       |                       |                       |                       | [ 41 ]               |
| Данска               | ДР       | TBD 14. фебруар 2026. | TBD 14. фебруар 2026. | TBD 14. фебруар 2026. | TBD 14. фебруар 2026. | [ 42 ]               |
| Израел               | ИПБК/Кан |                       |                       |                       |                       | [ 43 ]               |
| Кипар                | РИК      |                       |                       |                       |                       | [ 44 ]               |
| Литванија            | ЛРТ      |                       |                       |                       |                       | [ 45 ]               |
| Летонија             | ЛСМ      | TBD 14 фебруар 2026.  | TBD 14 фебруар 2026.  | TBD 14 фебруар 2026.  | TBD 14 фебруар 2026.  | [ 46 ] [ 47 ]        |
| Луксембург           | РТЛ      | TBD 26. јануар 2026.  | TBD 26. јануар 2026.  | TBD 26. јануар 2026.  | TBD 26. јануар 2026.  | [ 48 ] [ 49 ]        |
| Малта                | ПБС      |                       |                       |                       |                       | [ 50 ] [ 51 ]        |
| Немачка              | СВР      |                       |                       |                       |                       | [ 53 ] [ 54 ] [ 55 ] |
| Норвешка             | НРК      |                       |                       |                       |                       | [ 56 ]               |
| Србија               | РТС      |                       |                       |                       |                       | [ 57 ]               |
| Уједињено Краљевство | ББЦ      |                       |                       |                       |                       | [ 58 ]               |
| Финска               | Уле      | TBD 28. фебруар 2026. | TBD 28. фебруар 2026. | TBD 28. фебруар 2026. | TBD 28. фебруар 2026. | [ 59 ] [ 60 ]        |
| Холандија            | АВРОТРОС |                       |                       |                       |                       | [ 61 ] [ 62 ]        |
| Швајцарска           | СРГ ССР  |                       |                       |                       |                       | [ 63 ]               |
| Шведска              | СВТ      |                       |                       |                       |                       | [ 64 ]               |
| Шпанија              | РТВЕ     | TBD 14. фебруар 2026. | TBD 14. фебруар 2026. | TBD 14. фебруар 2026. | TBD 14. фебруар 2026. | [ 65 ] [ 66 ]        |

### Неће учествовати
- Андора – Дана 26. маја 2025, РТВА је потврдио да неће учествовати на такмичењу 2026.[67][68] Андора је последњи пут учествовала 2009.
- Босна и Херцеговина – 13. маја 2025. године, бивша шефица босанскохерцеговачке делегације, Лејла Бабовић, дала је интервју у ком је рекла: „Ако отплатимо дуг према ЕБУ до новембра 2025. и почнемо озбиљно да радимо на учешћу, можемо се вратити 2026. године, али то захтева напоре БХРТ, државе, спонзора и људи да одаберу праву песму и врате се као озбиљни такмичари.”[69] Дана 14. јуна, Бабовић је додала да се држава тренутно не може вратити чак ни уз подршку спонзора, јер ЕБУ захтева да цео дуг буде прво отплаћен.[70] Дана 9 јула, БХРТ је потврдио да се неће вратити на такмичење 2026.[71] Босна и Херцеговина је последњи пут учествовала 2016.
- Словачка – Дана 23. јула 2025, објављена је изјава портпарола емитера СТВР Филипа Пучовског, у ком је рекао да је „цена учешћа [...] диспропорционално висока у поређењу са добицима и друштвеним утицајем”, те да се Словачка неће вратити на такмичење 2026.[72] Словачка је последњи пут учествовала 2012.

### Остале државе
- Белгија – Дана 7. јула 2025, нови шеф делегације Михаел де Лил је потврдио да РТБФ намерава да учествује 2026.[73][74] Ипак, два дана касније, ВРТ је пренео да РТБФ није још потврдио учешће и намерава да чека, док организује свој процес одабира.[75]
- Казахстан – 8. јула 2025. председник управног одбора казахстанског емитера Агенција Кабар, Кемелбек Оишибајев, изјавио је да је на Генералној скупштини ЕБУ почетком тог месеца генерални директор ЕБУ Ноел Каран позитивно реаговао на његов предлог да се Казахстан позове на такмичење и да ће се питање потенцијалног дебија Казахстана разматрати на следећем састанку ЕБУ.[76]
- Летонија – 2023. године, Лиена Едвардс, извршна директорка Асоцијације музичких продуцената Летоније, потписала је споразум са ЛТВ, у ком се организација обавезује да ће подржавати представнике Летоније на Евровизији са по 5.000 евра годишње од 2023. до 2026. како би „летонска музика стигла и чула се широм континента”.[77] Званична потврда учешћа 2026. још увек се чека.
- Сан Марино – 13. јуна 2025. директор СМРТВ, Роберто Серђо, изјавио је да емитер разматра могућност да не учествује 2026. због наводног недостатка транспарентности у резултатима претходног издања.[78]
- Северна Македонија – 16. маја 2025. македонска новинарка Александра Јовановска дала је интервју у програму МРТ под називом Македонија наутро, у ком је рекла да је емитер и даље заинтересован за повратак на такмичење. Навела је да постоји више извођача који су изразили спремност да представљају Северну Македонију уколико се врати, али да тренутне препреке учешћу представљају недостатак адекватног формата за избор песме и високи трошкови учешћа.[79] Северна Македонија је последњи пут учествовала 2022.
- Словенија – 26. маја 2025. РТВСЛО је саопштила да ће преиспитати своје учешће на такмичењу уколико ЕБУ не одговори адекватно на забринутост у вези са „транспарентношћу гласања”, мислећи на победу Израела у телефонском гласању 2025.[80]
- Црна Гора – 15. јуна 2025. године, РТЦГ је саопштила да ће одлуку о учешћу 2026. донети крајем септембра 2025.[81]
- Чешка – 15. јуна 2025, представник прес службе ЧТ, Радек Конечни, изјавио је да ће емитер одлуку о учешћу 2026. саопштити на јесен 2025.[82]